# Ernst Pfeiffer (Mathematiker)

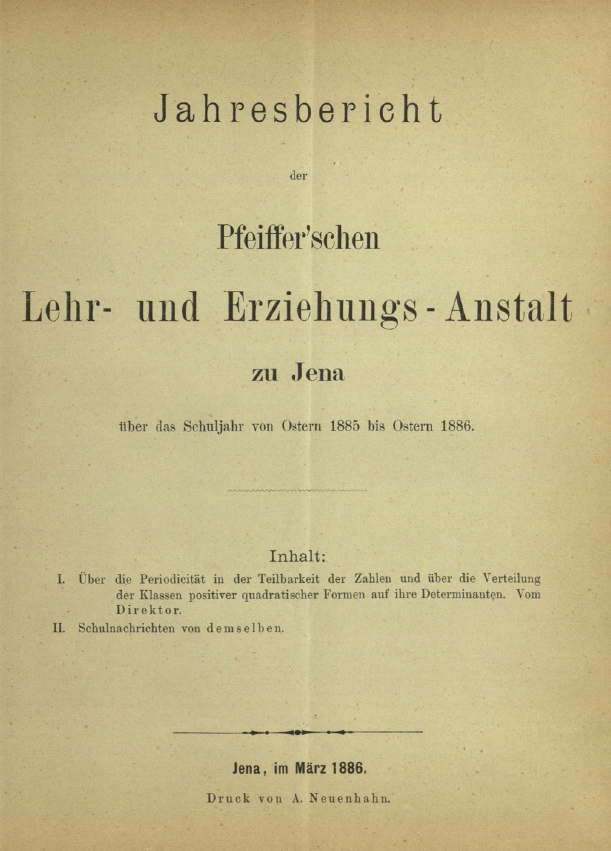
Jahresbericht des Pfeifferschen Instituts, 1886

Ernst Pfeiffer (* 1847 in Swinemünde; † 1917 in Jena) war ein deutscher Pädagoge, der ab 1881 das nach ihm benannte Pfeiffersche Institut in Jena leitete. 

## Leben
Pfeiffer studierte Mathematik und Physik in Berlin, lehrte dann an verschiedenen Schulen in Pommern und Ostpreußen und war ab 1881
Direktor der höheren Bürgerschule in Jena, des Pfeifferschen Instituts. Diese Schule wurde 1832 von Karl Herzog gegründet, von 1876 bis 1882 unterrichtete dort der Logiker Gottlob Frege, der an der Universität Jena Privatdozent war. Ab 1909 wurde die Schule in eine städtische Oberrealschule umgewandelt, deren Direktor Ernst Pfeiffer bis 1914 blieb (der heutige Name (2011) ist Adolf Reichwein Schule). Er war Mitglied der Freimaurerloge Zur Akazie am Saalestrande und deren Logenmeister.

## Die Pfeiffer'sche Methode
Ernst Pfeiffer veröffentlichte im Jahresbericht seiner Schule im Jahr 1886 einen mathematischen Artikel zur analytischen Zahlentheorie, auf den sich später Edmund Landau bezog. Landau nannte die dort verwendete Herangehensweise Pfeiffer'sche Methode. Mehrere Doktorarbeiten unter der Leitung von Landau hatten die Weiterentwicklung der Methode zum Thema (Detlef Cauer, 1914; Adolf Hammerstein, 1919; Werner Wolfgang Rogosinski, 1922). Auch Johannes van der Corputs Doktorarbeit 1919 behandelte die Pfeiffer'sche Methode (zusammen mit Voronois Methode). In seiner 1925 erschienenen Arbeit beschrieb Landau dann, wie man auf kürzere Weise die Ergebnisse erzielen kann, für die bisher die Pfeiffer'sche Methode benutzt worden war.